# Каритиана (язык)
Каритиана (Caritiana, Karitiâna) — язык тупи, на котором говорит народ каритиана, который проживает в районе реки Кандеяс (приток реки Мадейра) штата Рондония в Бразилии. Их заповедник, разграниченный организацией Fundação Nacional do Indio (FUNAI) в 1977 году, состоит примерно из 90 тыс. гектаров джунглей. Большинство народа каритиана живут в одном селе на северной окраине заповедника, расположенном в 90 км (по дороге) от столицы штата, города Порту-Велью.